# Une étoile m'a dit
Une étoile m'a dit (titre original : Space on my Hands), est un recueil de nouvelles de science-fiction de l'auteur américain Fredric Brown publié pour la première aux États-Unis en 1951. Il paraît en France en 1954 dans la collection Présence du futur des éditions Denoël.

## Différentes éditions
- Denoël, collection Présence du futur no 2, premier trimestre 1954, réédité en 1969, 1972, 1977, 1981, 1983, 1984, 1987 et 1995[2]
- Gallimard, collection Folio SF, 2000

## Contenu
- Quelque chose de vert... (Something Green)
 première publication dans ce recueil
- Anarchie dans le ciel (Pi in The Sky)
 première publication dans Thrilling Wonder Stories, 1945
- Tu n'as point tué (Crisis, 1999)
 première publication dans Ellery Queen's Mystery Magazine, 1949
- Les Myeups (All Good BEMs)
 première publication dans Thrilling Wonder Stories, 1949
- Un coup à la porte (Knock)
 première publication dans Thrilling Wonder Stories, 1948
- Cauchemar (Daymare)
 première publication dans Thrilling Wonder Stories, 1943
- Mitkey (The Star Mouse)
 première publication dans Planet Stories, 1942
- Tu seras fou (Come and go Mad)
 première publication dans Weird Tales, 1949

La nouvelle Nothing Sirius, présente dans l'édition américaine est omise. Elle sera incluse dans le recueil Paradoxe perdu en 1974 sous le titre français Sirius et pas-coutume.